# Томас фон Бланкенберг
Томас фон Бланкенберг/Томас де Бламон (на немски: Thomas von Blankenberg; Thomas von Blamont, на френски: Thomas de Blankenberg; Thomas de Blâmont; † 22 юни 1305) е епископ на Вердюн (1303 – 1305).

## Произход
Той е от род Залм, странична линия на Вигерихидите, както и на Люксембургите, графове и господари на Бламон (Бланкенберг) в Лотарингия. Син е на граф Фридрих Кристиан фон Салм († ок. 1246), господар на Бламон, и втората му съпруга Йохана де Бар († ок. 1299), дъщеря на граф Хенри II де Бар († 1239, Палестина) и Филипа де Дрйо († 1242). Брат е на граф Хайнрих I фон Бламон († 1331). Майка му Йохана де Бар се омъжва втори път пр. 22 юли 1257 г. за граф Лудвиг фон Лооц и Шини († сл. 1294).
- Герб на Салм
- Бившият замък Бламон, 1645
- Герб на Бламон
- Герб на епископство Вердюн, 1605